# Disclosure (banda)
Disclosure es un dúo británico de música electrónica orientado al género deep house y garage house. Está conformado por los hermanos Guy y Howard Lawrence oriundos de Reigate, Surrey situado al Sudeste de Inglaterra. Su primer álbum de estudio, Settle, lanzado el 3 de junio de 2013 mediante PMR, fue nominado en la categoría  Mejor álbum dance o electrónico en los premios Grammy de 2014. Lanzaron un segundo álbum de estudio, Caracal, el 25 de septiembre de 2015, que también fue nominada al Mejor álbum dance o electrónico en los premios Grammy de 2016. El 24 de junio de 2016, fueron cabeza de cartel en el Festival de Glastonbury en Reino Unido. Su tercer álbum de estudio, Energy, fue lanzado el 28 de agosto de 2020 y fue nominado al Mejor álbum de Dance/Electrónica en los Premios Grammy de 2021, junto con el cuarto sencillo del álbum, «My High», que fue nominado a Mejor Grabación Dance.
El dúo británico ha vendido mundialmente más de 8,1 Millones de copias. En el 2015 debutaron en el número 65 en la lista de los mejores DJ's del mundo, según DJ Mag. Su mas reciente aparición en esta lista fue en 2017 cuando se ubicaron en el número 100.

## Trayectoria

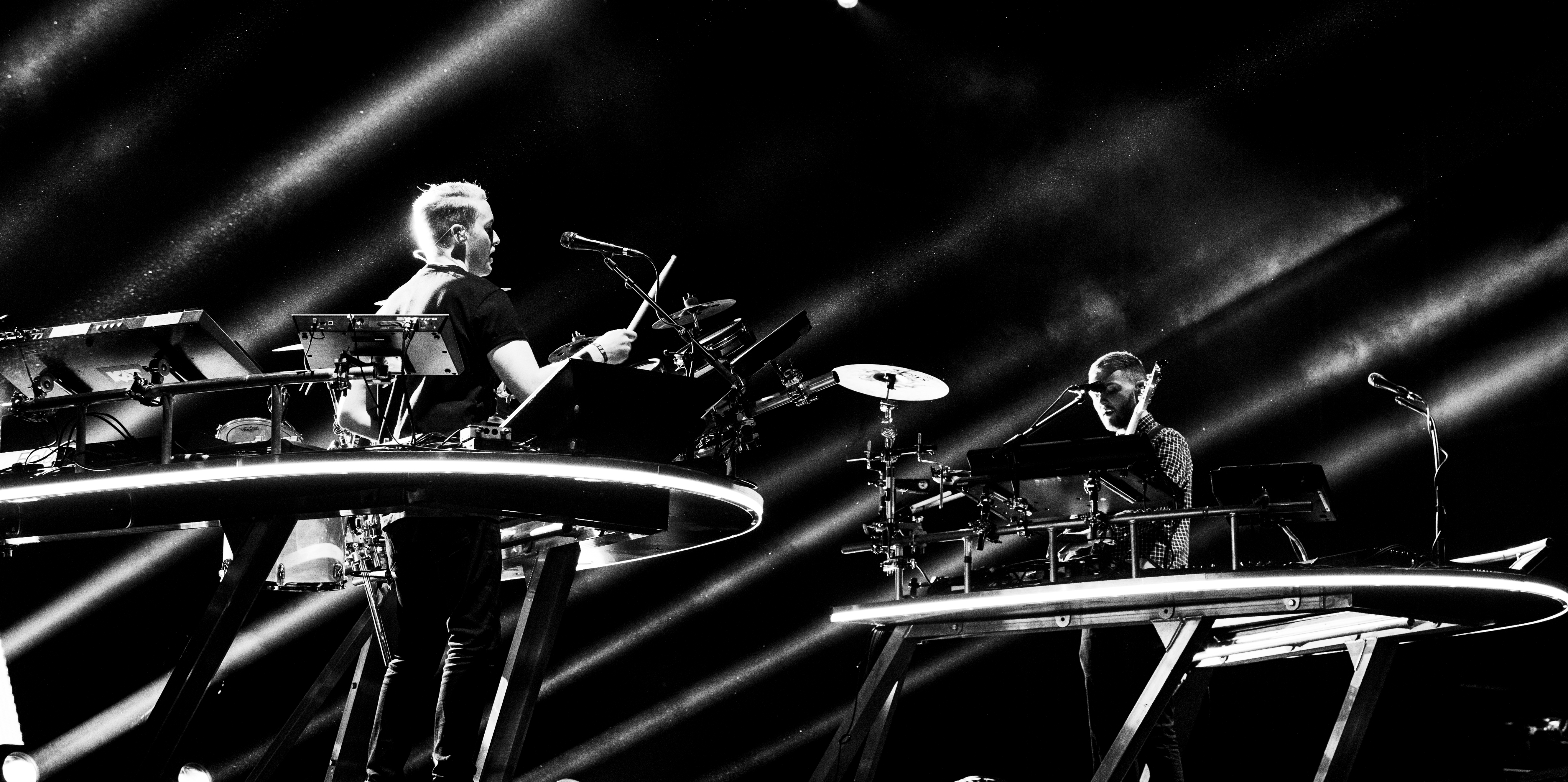
Actuación en el Festival Internacional de Benicasim de 2016

El primer sencillo del dúo fue "Offline Dexterity" lanzado por Moshi Moshi Records, el 29 de agosto de 2010 precedida por el EP "Carnival" editado casi un año después, el 13 de junio de 2011. Estos trabajos repercutieron en las discotecas de Londres y fueron contratados como teloneros de SBTRKT.
En 2012 lanzó “Tenderly / Flow” recibiendo el respaldo de las radios del Reino Unido. Posteriormente editan el EP “The Face” por el sello Greco-Roman en el que mezclan sonidos como el hip-hop de los 90, el house de Chicago y UK garage.
A finales del 2012, causan gran impacto en el Reino Unido y en varios países europeos con el sencillo "Latch", una colaboración con el cantante Sam Smith, alcanzando la undécima ubicación en las listas de éxitos del Reino Unido. logrando disco de platino en Reino unido y Triple disco de platino en Estados Unidos por sus elevadas ventas sobre los 3.1 Millones de copias solo en el país. En febrero de 2013 lanzan un nuevo sencillo, "White Noise" con la voz de la cantante Aluna Francis, integrante del dúo AlunaGeorge, con el que obtuvieron la segunda posición en el Reino Unido. En junio de 2013, lanzaron su álbum debut Settle por el sello PMR Records, siguiendo el nuevo sonido garage de sus últimas producciones. Debutó en la primera ubicación de la lista de álbumes del Reino Unido y logró ingresar en varios países de Europa y en Australia, recibiendo críticas generalmente positivas por parte de los especialistas en música. Según Thump el álbum Settle es el #7 mejor álbum Dance de todos los tiempos Además fue nominado en los Premios Grammy de 2014 al mejor álbum de dance/electrónica
Después de colaborar con Mary J. Blige en una versión de su canción "F For You", Disclosure volvió a trabajar con la cantante norteamericana en la canción "Right Now", incluida en el nuevo disco de Mary J. Blige "The London Sessions".
Su segundo álbum Caracal se lanzó el 25 de septiembre de 2015, en la que incluye la colaboración de artistas tales como Sam Smith, Lorde, Gregory Porter, Kwabs, The Weeknd, NAO, Miguel, Jordan Rakei y Brendan Reilly. El álbum logró disco de Plata en Reino Unido y Oro en México.
"Bang That" se lanzó como sencillo promocional en mayo de 2015. Sin embargo, fue incluida en una edición especial del álbum. "Holding On", con las voces del músico estadounidense de jazz Gregory Porter, fue lanzado como primer sencillo del álbum, alcanzando el puesto número 46 en la lista de sencillos del Reino Unido. La segunda colaboración entre Disclosure y Sam Smith, «Omen», fue lanzado como el segundo sencillo del álbum en julio de 2015, alcanzando el número 13 en el Reino Unido. El 29 de septiembre del 2015 lanzaron el tercer sencillo del álbum llamado «Magnets» acompañado de la cantante neozelandesa Lorde. El cual logró disco de oro en Australia y Nueva Zelanda.
En enero de 2018, el dúo confirmó que estaban grabando su tercer álbum de estudio, cuyo lanzamiento estaba previsto para principios de 2020. Tras un breve receso, Disclosure lanzó en mayo de 2018 una canción titulada «Ultimatum», en colaboración con Fatoumata Diawara. En agosto de 2018, lanzaron cinco canciones nuevas a diario: «Moonlight», «Where Angels Fear to Tread», «Love Can Be So Hard», «Funky Sensation» y «Where You Come From». En octubre de 2019, Disclosure actuó en la sección de Trafalgar Square de la protesta «International Rebellion» de Extinction Rebellion. Los sencillos, además, anunciaron su regreso al estudio y revelaron que habían comenzado a componer y producir nuevo material, que eventualmente conformaría su tercer álbum de estudio. El 24 de febrero de 2020, lanzaron una nueva canción titulada «Ecstasy», seguida de cuatro canciones que lanzaban diariamente: «Tondo», «Expressing What Matters», «Etran» y «Get Close». El 28 de febrero se lanzó un EP titulado Ecstasy, que incluye estas cinco canciones. Finalmente, el 28 de agosto de 2020 lanzan su tercer álbum de estudio titulado Energy a través de Island Records. El video musical del sencillo «My High», una colaboración con Aminé y Slowthai, fue nominado a la Mejor Edición en los Premios de Video Musical de Berlín de 2021.
El 14 de julio de 2023, el dúo lanzó su cuarto álbum de estudio, Alchemy, del que se desprende el sencillo «Higher Than Ever Before» el cual fue nominado al Premio Grammy a la Mejor Grabación Dance.
En mayo de 2024 lanzaron el sencillo «She's Gone, Dance On». Este contiene el sampleo de la canción «Dance On» de Ennio Morricone publicada en 1978, y recibió una nominación en la categoría Mejor Grabación Dance en los Premios Grammy de 2025.

## Discografía

### Álbumes de estudio
| Título  | Detalles                                                                                                  | Mejores posiciones | Mejores posiciones | Mejores posiciones | Mejores posiciones | Mejores posiciones | Mejores posiciones | Mejores posiciones | Mejores posiciones | Mejores posiciones | Ventas                                                    | Certificación                 |
| Título  | Detalles                                                                                                  | UK                 | AUS                | BEL                | USA                | USA Dance          | FRA                | IRL                | NZ                 | SUI                | Ventas                                                    | Certificación                 |
| ------- | --- | ------------------ | ------------------ | ------------------ | ------------------ | ------------------ | ------------------ | ------------------ | ------------------ | ------------------ | --------------------------------------------------------- | ----------------------------- |
| Settle  | - Lanzamiento: 3 de junio de 2013 - Discográfica: PMR Records - Formatos: CD, Digital, Vinilo             | 1                  | 5                  | 8                  | 36                 | 1                  | 84                 | 10                 | 15                 | 76                 | World: 500 000 - USA: 165,000 - UK: 300,000 - AUS: 35,000 | - BPI.: 2× Platino - AUS: Oro |
| Caracal | - Lanzamiento: 25 de septiembre de 2015 - Discográfica: PMR/Island Record - Formatos: CD, Digital, Vinilo | 1                  | 2                  | 6                  | 9                  | 1                  | 28                 | 3                  | 3                  | 14                 | World: 200 000 - UK: 60,000 - MX: 30,000                  | - BPI.: Oro - AMOPROFON: Oro  |
| Energy  | - Lanzamiento: 28 de agosto de 2020 - Discográfica: Island / Universal - Formatos: CD, Digital, Vinilo    | 4                  | 12                 | 65                 | 48                 | 3                  | 132                | 11                 | 39                 | 38                 |                                                           | - BPI.: Plata                 |
| Alchemy | - Lanzamiento: 14 de julio de 2023 - Discográfica: Apollo / AWAL - Formatos: CD, Digital, Vinilo          | —                  | —                  | —                  | —                  | 15                 | —                  | —                  | —                  | —                  |                                                           |                               |

### EP
| Título                 | Datos del EP                                                  |
| ---------------------- | ------------------------------------------------------------- |
| Carnival               | - Lanzamiento: 5 de julio de 2011 - Discográfica: Autoeditado |
| The Face               | - Lanzamiento: 4 de junio de 2012 - Discográfica: Greco-Roman |
| The Face (The Remixes) | - Lanzamiento: Septiembre de 2012 - Discográfica: Greco-Roman |
| Latch (The Remixes)    | - Lanzamiento: 23 de octubre de 2012 - Discográfica: PMR      |
| Control                | - Lanzamiento: 2 de abril de 2013 - Discográfica: Greco-Roman |
| The Singles            | - Lanzamiento: 30 de abril de 2013 - Discográfica: Interscope |
| Moog for Love          | - Lanzamiento: 15 de junio de 2016 - Discográfica: Island     |
| Moonlight              | - Lanzamiento: 7 de diciembre de 2018 - Discográfica: Island  |
| Ecstasy                | - Lanzamiento: 28 de febrero de 2020 - Discográfica: Island   |
| Never Enough           | - Lanzamiento: 20 de agosto de 2021 - Discográfica: Island    |

### Sencillos
| Año  | Título                                                         | Mejor posición en listas | Mejor posición en listas | Mejor posición en listas | Mejor posición en listas | Mejor posición en listas | Mejor posición en listas | Mejor posición en listas | Mejor posición en listas | Mejor posición en listas | Mejor posición en listas | Certificación                                                                          | Álbum               |
| Año  | Título                                                         | UK                       | AUS                      | BEL (Fla)                | CAN                      | USA                      | USA Dance                | FRA                      | IRL                      | NZ                       | PB                       | Certificación                                                                          | Álbum               |
| ---- | -------------------------------------------------------------- | ------------------------ | ------------------------ | ------------------------ | ------------------------ | ------------------------ | ------------------------ | ------------------------ | ------------------------ | ------------------------ | ------------------------ | -------------------------------------------------------------------------------------- | ------------------- |
| 2010 | «Offline Dexterity»                                            | —                        | —                        | —                        | —                        | —                        | —                        | —                        | —                        | —                        | —                        |                                                                                        | Sencillos sin álbum |
| 2012 | «Tenderly / Flow»                                              | —                        | —                        | 66                       | —                        | —                        | —                        | —                        | —                        | —                        | —                        |                                                                                        | Sencillos sin álbum |
| 2012 | «Boiling»                                                      | —                        | —                        | —                        | —                        | —                        | —                        | —                        | —                        | —                        | —                        |                                                                                        | The Face EP         |
| 2012 | «Latch» (con Sam Smith)                                        | 11                       | 47                       | 22                       | 6                        | 7                        | 1                        | 8                        | 35                       | 39                       | 60                       | - World: 4 000 000 - AUS: 6× Platino - USA: 3× Platino - UK: 3× Platino - CAN: Platino | Settle              |
| 2013 | «White Noise» (con AlunaGeorge)                                | 2                        | 68                       | 19                       | —                        | —                        | —                        | —                        | 51                       | —                        | —                        | - UK: 2× Platino                                                                       | Settle              |
| 2013 | «You & Me» (con Eliza Doolittle)                               | 10                       | 91                       | 57                       | —                        | —                        | 19                       | 2                        | 66                       | —                        | 59                       | - UK: 2× Platino - AUS: 3× Platino - ITA: Oro                                          | Settle              |
| 2013 | «When a Fire Starts to Burn»                                   | 117                      | —                        | —                        | —                        | —                        | —                        | 183                      | —                        | —                        | —                        | - UK: Plata - AUS: Platino - NZ: Oro                                                   | Settle              |
| 2013 | «F for You»                                                    | 20                       | —                        | 57                       | —                        | —                        | —                        | —                        | —                        | —                        | —                        | - UK : Plata                                                                           | Settle              |
| 2013 | «Help Me Lose My Mind» (con London Grammar)                    | 56                       | —                        | 77                       | —                        | —                        | 45                       | —                        | 97                       | —                        | —                        | - UK: Oro                                                                              | Settle              |
| 2013 | «Voices» (con Sasha Keable)                                    | 176                      | —                        | 104                      | —                        | —                        | —                        | —                        | —                        | —                        | —                        |                                                                                        | Settle              |
| 2013 | «Together» (Disclosure, Sam Smith, Nile Rodgers & Jimmy Napes) | 135                      | —                        | 128                      | —                        | —                        | —                        | —                        | —                        | —                        | —                        |                                                                                        | Sencillos sin álbum |
| 2014 | «F for You (remix)» (con Mary J. Blige)                        | 22                       | —                        | —                        | —                        | —                        | 37                       | —                        | 46                       | —                        | —                        |                                                                                        | Sencillos sin álbum |
| 2014 | «The Mechanism» (con Friend Within)                            | 145                      | —                        | —                        | —                        | —                        | —                        | —                        | —                        | —                        | —                        |                                                                                        | Sencillos sin álbum |
| 2015 | «Holding On» (con Gregory Porter)                              | 46                       | 77                       | 63                       | —                        | —                        | 17                       | 50                       | —                        | —                        | 35                       | - UK: Plata                                                                            | Caracal             |
| 2015 | «Omen» (con Sam Smith)                                         | 13                       | 29                       | 52                       | 43                       | 64                       | 5                        | 66                       | 29                       | 8                        | 27                       | - UK: Platino - USA: Oro - NZ: 2× Platino                                              | Caracal             |
| 2015 | «Jaded»                                                        | 87                       | —                        | 58                       | —                        | —                        | 30                       | —                        | —                        | —                        | —                        |                                                                                        | Caracal             |
| 2015 | «Magnets» (con Lorde)                                          | 71                       | 14                       | 33                       | 58                       | 102                      | 8                        | 87                       | 64                       | 2                        | 74                       | - UK: Plata - AUS: 3× Platino - NZ: 3× Platino                                         | Caracal             |
| 2016 | «Nocturnal» (con The Weeknd)                                   | 103                      | —                        | —                        | —                        | —                        | 16                       | 179                      | —                        | —                        | —                        |                                                                                        | Caracal             |
| 2016 | «Moog for Love»                                                | —                        | —                        | —                        | —                        | —                        | —                        | —                        | —                        | —                        | —                        |                                                                                        | Moog for Love EP    |
| 2016 | «Boss»                                                         | 120                      | —                        | —                        | —                        | —                        | 29                       | —                        | —                        | —                        | —                        |                                                                                        | Moog for Love EP    |
| 2018 | «Ultimatum» (con Fatoumata Diawara)                            | —                        | —                        | —                        | 55                       | —                        | —                        | —                        | —                        | —                        | —                        |                                                                                        | Les Voix Du Sahel   |
| 2018 | «Moonlight»                                                    | —                        | —                        | —                        | —                        | —                        | 45                       | —                        | —                        | —                        | —                        |                                                                                        | Moonlight EP        |
| 2018 | «Where Angels Fear to Tread»                                   | —                        | —                        | —                        | —                        | —                        | 39                       | —                        | —                        | —                        | —                        |                                                                                        | Moonlight EP        |
| 2018 | «Love Can Be So Hard»                                          | —                        | —                        | —                        | —                        | —                        | —                        | —                        | —                        | —                        | —                        |                                                                                        | Moonlight EP        |
| 2018 | «Funky Sensation» (con Gwen McCrae)                            | —                        | —                        | —                        | —                        | —                        | —                        | —                        | —                        | —                        | —                        |                                                                                        | Moonlight EP        |
| 2018 | «Where You Come From»                                          | —                        | —                        | —                        | —                        | —                        | —                        | —                        | —                        | —                        | —                        |                                                                                        | Moonlight EP        |
| 2020 | «Know Your Worth» (con Khalid)                                 | 27                       | 31                       | 56                       | 46                       | 57                       | —                        | —                        | 25                       | 31                       | 19                       | - UK: Platino - AUS: Platino - CAN: Platino - NZ: 2× Platino                           | Energy              |
| 2020 | «Ecstasy»                                                      | —                        | —                        | —                        | —                        | —                        | 34                       | —                        | —                        | —                        | —                        |                                                                                        | Energy              |
| 2020 | «Energy»                                                       | —                        | —                        | 73                       | —                        | —                        | 22                       | —                        | —                        | —                        | —                        |                                                                                        | Energy              |
| 2020 | «My High» (con Aminé y Slowthai)                               | 86                       | —                        | —                        | —                        | —                        | 43                       | —                        | —                        | —                        | —                        |                                                                                        | Energy              |
| 2020 | «Douha (Mali Mali)» (con Fatoumata Diawara)                    | 83                       | —                        | 85                       | —                        | —                        | 25                       | —                        | —                        | —                        | —                        |                                                                                        | Energy              |
| 2020 | «Birthday» (con Kehlani y Syd)                                 | 81                       | —                        | —                        | —                        | —                        | 12                       | —                        | —                        | —                        | —                        |                                                                                        | Energy              |
| 2020 | «Watch Your Step» (con Kelis)                                  | —                        | —                        | 95                       | —                        | —                        | 34                       | —                        | —                        | —                        | —                        |                                                                                        | Energy              |
| 2021 | «In My Arms»                                                   | —                        | —                        | —                        | —                        | —                        | 31                       | —                        | —                        | —                        | —                        |                                                                                        | Never Enough EP     |
| 2021 | «Happening»                                                    | —                        | —                        | —                        | —                        | —                        | —                        | —                        | —                        | —                        | —                        |                                                                                        | Never Enough EP     |
| 2021 | «Seduction»                                                    | —                        | —                        | —                        | —                        | —                        | —                        | —                        | —                        | —                        | —                        |                                                                                        | Never Enough EP     |
| 2022 | «You've Got to Let Go If You Want to Be Free» (con Zedd)       | —                        | —                        | —                        | —                        | —                        | 15                       | —                        | —                        | —                        | —                        |                                                                                        | Sencillos sin álbum |
| 2022 | «Waterfall» (con Raye)                                         | 67                       | —                        | —                        | —                        | —                        | 25                       | —                        | —                        | —                        | —                        | - UK: Plata                                                                            | Sencillos sin álbum |
| 2023 | «Looking for Love»                                             | —                        | —                        | —                        | —                        | —                        | 48                       | —                        | —                        | —                        | —                        |                                                                                        | Alchemy             |
| 2023 | «Higher Than Ever Before»                                      | —                        | —                        | —                        | —                        | —                        | 25                       | —                        | —                        | —                        | —                        |                                                                                        | Alchemy             |
| 2023 | «Simply Won't Do»                                              | —                        | —                        | —                        | —                        | —                        | —                        | —                        | —                        | —                        | —                        |                                                                                        | Alchemy             |
| 2024 | «She's Gone, Dance On»                                         | 52                       | —                        | —                        | —                        | —                        | 16                       | —                        | 87                       | —                        | —                        |                                                                                        | Sencillos sin álbum |
| 2024 | «in2minds» (con Chris Lake)                                    | —                        | —                        | —                        | —                        | —                        | —                        | —                        | —                        | —                        | —                        |                                                                                        | Sencillos sin álbum |
| 2024 | «Arachnids»                                                    | —                        | —                        | —                        | —                        | —                        | —                        | —                        | —                        | —                        | —                        |                                                                                        | Sencillos sin álbum |
| 2024 | «King Steps» (con Pa Salieu)                                   | —                        | —                        | —                        | —                        | —                        | —                        | —                        | —                        | —                        | —                        |                                                                                        | Sencillos sin álbum |
| 2025 | «No Cap» (con Anderson .Paak)                                  | —                        | —                        | —                        | —                        | —                        | —                        | —                        | —                        | —                        | —                        |                                                                                        | Sencillos sin álbum |

### Sencillos promocionales
| Año  | Título                         | Mejores posiciones | Mejores posiciones | Mejores posiciones | Mejores posiciones | Álbum   |
| Año  | Título                         | UK                 | AUS                | FRA                | US Elec            | Álbum   |
| ---- | ------------------------------ | ------------------ | ------------------ | ------------------ | ------------------ | ------- |
| 2015 | «Bang That»                    | 50                 | 94                 | —                  | —                  | Caracal |
| 2015 | «Willing and Able» (con Kwabs) | 70                 | 78                 | 116                | 22                 | Caracal |
| 2015 | «Hourglass» (con Lion Babe)    | 80                 | —                  | 148                | —                  | Caracal |
| 2020 | «Tondo» (con Eko Roosevelt)    | —                  | —                  | —                  | 24                 | Energy  |
| 2020 | «Expressing What Matters»      | —                  | —                  | —                  | 46                 | Energy  |
| 2020 | «Etran» (con Etran Finatawa)   | —                  | —                  | —                  | —                  | Energy  |

### Remixes
- 2010: Everything Everything – Photoshop Handsome
- 2011: Crystal Fighters – At Home
- 2011: Jess Mills – Live for What I'd Die For
- 2011: Jack Dixon – Coconuts
- 2011: Q-Tip – Work It Out
- 2011: Emeli Sandé feat. Naughty Boy – Daddy
- 2012: Jessie Ware – Running
- 2012: Azari & III – Manic
- 2012: Disclosure – What's In Your Head (VIP Remix)
- 2012: Janet Jackson & Nelly – Call on Me (Disclosure Bootleg)
- 2012: Artful Dodger feat. Lifford – Please Don't Turn Me On
- 2014: Pharrell Williams feat. Jay Z – Frontin' (Disclosure Re-Work)
- 2014: Usher – Good Kisser
- 2015: Disclosure – Magnets (Disclosure VIP Remix)
- 2016: Disclosure feat. The Weeknd – Nocturnal (Disclosure VIP Remix)
- 2016: Flume feat. Kai – Never Be Like You
- 2019: Khalid – Talk (Disclosure VIP Remix)
- 2020: Disclosure & Kehlani & Syd – Birthday (Disclosure VIP Remix)
- 2022: Disclosure & Kelis – Watch Your Step (Disclosure VIP Remix)
- 2021: Doja Cat – Streets
- 2022: Omah Lay & Justin Bieber – Attention
- 2022: Sam Smith & Kim Petras – Unholy

## Ranking DJmag
| DJ         | 2015 | 2016 | 2017 |
| ---------- | ---- | ---- | ---- |
| Disclosure | 65°  | 108° | 100° |